# Kaneelglasvleugelwants
De kaneelglasvleugelwants (Corizus hyoscyami) is een ongeveer 11 millimeter lange wants uit de familie van de glasvleugelwantsen (Rhopalidae). De wetenschappelijke naam werd gepubliceerd in 1758 door Carl Linnaeus in de tiende editie van Systema naturae.

## Beschrijving
Deze soort lijkt enigszins op de vuurwants (Pyrrhocoris apterus); een knalrode basiskleur met zwarte vlekkentekening. Deze laatste soort heeft echter een strakkere vlekken- en lijnentekening, een wat elliptischer lichaam en de zwarte vlek aan de achterzijde is groter. Het duidelijkste verschil is de geheel zwarte kop van de vuurwants, de kaneelglasvleugelwants heeft een rode vlek aan de voorzijde van de verder zwarte kop. Grote delen van het lichaam hebben een lichte beharing en de tasters zijn ongeveer twee derde van de lichaamslengte. Andere belangrijke verschillen zijn dat de vuurwants niet kan vliegen en de kaneelglasvleugelwants wel. Ook zie je de vuurwants vaak in grote aantallen bij elkaar (zowel nimfen als adulten), terwijl de kaneelglasvleugelwants doorgaans solitair optreedt.
Als hij wordt aangeraakt, verspreidt hij een kaneelachtige geur.

## Habitat
De kaneelglasvleugelwants houdt van zanderige, open en zonnige gebieden zoals verstuivingen en heide, in Nederland vooral in de duinen langs de kust. De wants is op lagere begroeiing te vinden als struiken, waaruit plantensappen gezogen worden. Bepaalde kruidachtige planten hebben echter de voorkeur, zoals toorts (Verbascum) en bepaalde heesters. Omdat deze planten vaak erg vies smaken, hebben ook de wantsen een smerige 'bite', en vijanden als vogels kijken wel uit er eentje op te eten. 

## Levenswijze
De soort overwintert als imago; rond mei verschijnen de nimfen en in september is de volgende generatie te zien. 